# Estación de Reumannplatz
La estación de Reumannplatz es una estación de la línea 1 del metro de Viena. Se encuentra en el distrito X. Se abrió el 25 de febrero de 1978. Conecta con varias líneas de autobús y tranvía.
- Datos: Q1490933
- Multimedia: Reumannplatz metro station / Q1490933